# Юность (балет)
«Юность» — балет Михаила Чулаки в 4 актах 6 картинах. Либретто Юрия Слонимского по мотивам романа Николая Островского «Как закалялась сталь».

## История создания
Несмотря на тенденциозность темы и литературного первоисточника, критики признали балет «Юность» удачей хореографа Бориса Фенстера и молодого коллектива балета Ленинградского Малого театра оперы и балета. Балетмейстер намеренно ушёл от пафоса революционной темы — история излагалась камерно: без больших массовых сцен, митингов и сражений. Главным в спектакле становилась тема выбора — вчерашние дети быстро взрослели, трезво осознавая происходящее вокруг.
Рецензируя премьеру, Вера Красовская писала:

«Бесспорной заслугой Фенстера является то, что он не боится использовать все богатство театрального танца и не отказывается ни от одного из его достижений. В «Юности» постановщик заново пересматривает весь комплекс выразительных средств балетного искусства, так как ему впервые приходится создавать образы наших современников. Он ищет и находит тот особый ключ, в котором должны по-новому звучать привычные хореографические движения. Этим ключом становится ясность, простота и оправданность театральной речи».

## Сценическая жизнь

### Ленинградский Малый театр оперы и балета
Премьера прошла 9 декабря 1949 года
Балетмейстер-постановщик Борис Фенстер, художник-постановщик Татьяна Бруни, дирижёр-постановщик Евгений Корнблит
Действующие лица
- Петя — Виктор Тулубьев
- Даша — Галина Исаева
- Дима — Феоген Шишкин
- Лена — Светлана Шеина
- Ольга — Валентина Розенберг
- Семён — Николай Филипповский
- Виктор — Л. П. Вариченко
- Комендант — Николай Соколов
- Матвей — Г. Н. Куров

### Постановки в других театрах
1950 — Донецкий театр оперы и балета, балетмейстер-постановщик М. Д. Цейтлин
1950 — Киевский театр оперы и балета, балетмейстер-постановщик С. Н. Сергеев
1950 — Рижский театр оперы и балета, балетмейстер-постановщик Е. А. Тангиева-Бирзниек
1950 — Харьковский театр оперы и балета, балетмейстер-постановщик Н. В. Данилова
1951 — Ташкентский театр оперы и балета, балетмейстер-постановщик Т. Г. Литвинова
1951 — Горьковский театр оперы и балета, балетмейстер-постановщик Г. И. Язвинский
30 декабря 1951 — Львовский театр оперы и балета, балетмейстер-постановщик М. С. Заславский, художник-постановщик Г. Резников, дирижёр-постановщик Я. Вощак
1952 — Театр «Эстония», балетмейстер-постановщик Борис Фенстер
1952 — Казахский театр оперы и балета, балетмейстер-постановщик Даурен Абиров
1956 — Башкирский театр оперы и балета, балетмейстер-постановщик М. Д. Цейтлин
1956 — Национальный театр в городе Пльзень, Чехословакия, балетмейстер-постановщик Й. Немечек
1958 — Саратовский театр оперы и балета, балетмейстер-постановщик В. Т. Адашевский
1960 — Национальный театр (Прага), Чехословакия, балетмейстер-постановщик Й. Немечек
1960 — Национальный театр (Брно), Чехословакия, балетмейстер-постановщик Й. Немечек